# 1 Timoteo 2

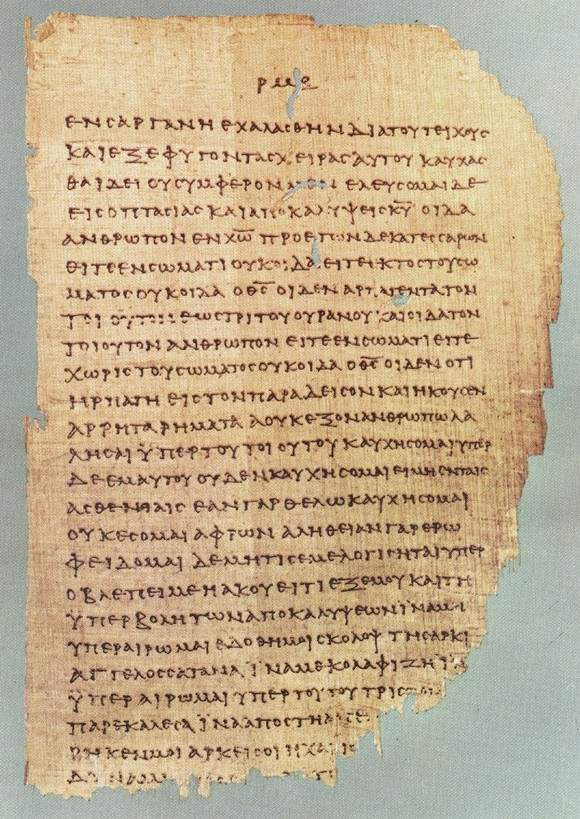
Folio del papiro 46, que contiene 2 Corintios 11:33-12:9

 1 Timoteo 2 es el segundo capítulo de la Primera epístola a Timoteo, y se suele abreviar como «1 Tim. 2». que es uno de los veintisiete libros que conforman el Nuevo Testamento cristiano que forma un grupo homogéneo con la Segunda epístola a Timoteo y la epístola a Tito. Así mismo, es una de las trece epístolas atribuidas, por la tradición, a Pablo de Tarso.
Su estilo y vocabulario son diferentes de los demás escritos paulinos por lo que la mayoría de los teólogos consideran que no fueron escritas por el apóstol Pablo o que no fue él mismo quien les dio su forma literaria, sino alguno de sus discípulos. Es probable que se encuentre entre las primeras de las cartas de Pablo, escritas probablemente a finales del año 52 d. C. Las catorce epístolas de Pablo de Tarso se dividen tradicionalmente en siete mayores y siete menores, en razón de su longitud e importancia.

## Manuscritos antiguos supervivientes
.

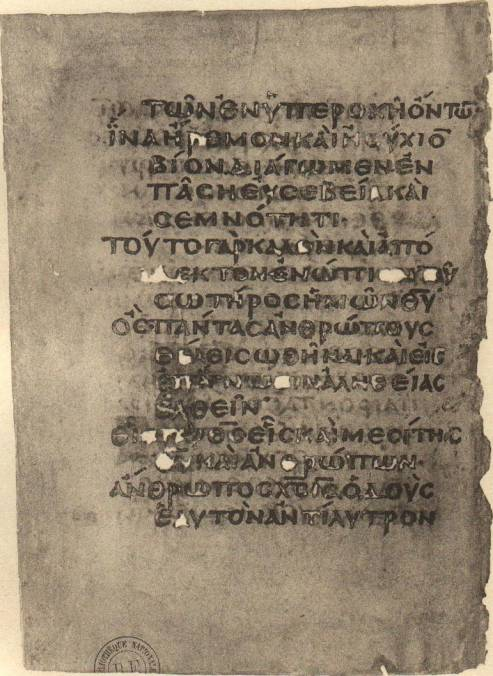
Fragmentos que muestran 1 Timoteo 2:2-6 en el Codex Coislinianus, de hacia 550 d. C.

El manuscrito original en griego koiné se ha perdido, y las texto de las copias supervivientes varían.
El primer escrito conocido de 1 Timoteo se ha encontrado en el Papiros de Oxirrinco 5259, designado P133, en 2017. Procede de una hoja de un códice datado en el siglo III (330-360). Otros manuscritos antiguos que contienen parte o la totalidad del texto de este libro son:
- Codex Alexandrinus (400-440)
- Codex Ephraemi Rescriptus (c. 450)
- Codex Freerianus (c. 450)
- Uncial 061 (c. 450)
- Codex Claromontanus (c. 550)
- Codex Coislinianus (c. 550)
- Uncial 0262 (siglo VII)[8]

## Contenido
- Normas sobre la Oración.
  - Voluntad salvífica universal de Dios. Versículos 1-7.
- Modo de orar de los hombres y las mujeres. Versículos 8-15.

### Normas sobre la Oración
La voluntad salvífica universal de Dios.
1-Por eso, te encarezco ante todo que se hagan súplicas, oraciones, peticiones y acciones de gracias por todos los hombres, 
2-por los emperadores y todos los que ocupan altos cargos, para que pasemos una vida tranquila y serena con toda piedad y dignidad. 
3-Todo ello es bueno y agradable ante Dios, nuestro Salvador, 
4-que quiere que todos los hombres se salven y lleguen al conocimiento de la verdad.
....
7-Yo he sido constituido mensajero y apóstol de ese testimonio —digo la verdad, no miento—, doctor de los gentiles en la fe y en la verdad.

#### Comentario
Es necesario rezar por todas las personas, no únicamente por los amigos, benefactores o cristianos. La Iglesia ayuda a los fieles a cumplir este llamado mediante la "oración universal" o "oración de los fieles" durante la Misa donde «el pueblo, ejercitando su oficio sacerdotal, ruega por todos los hombres» 
La «voluntad salvífica universal de Dios» está estrechamente conectada con la única mediación de Cristo, nuestro Salvador. Esto contrasta con la concepción pagana de entonces, que aspiraba a la salvación a través de una pluralidad de dioses salvadores.  Agustín de Hipona afirma que fuera de Cristo, 

...camino universal de salvación que nunca ha faltado al género humano, nadie ha sido liberado, nadie es liberado, nadie será liberado.

Y el Concilio Vaticano II propone así lo que es patrimonio de la fe cristiana: 

Cree la Iglesia que (…) no ha sido dado bajo el cielo a la humanidad otro nombre en el que sea posible salvarse.

También conviene saber que la acción salvífica de Jesucristo, con y por medio de su Espíritu Santo, se expande más allá de los límites visibles de la Iglesia y alcanza a toda la humanidad. En efecto, el Concilio Vaticano II también afirmó que 

...la única mediación del Redentor no excluye, sino suscita en sus criaturas una múltiple cooperación que participa de la fuente única.

Juan Pablo II invita a profundizar el contenido de esta mediación participada, siempre bajo la norma del principio de la única mediación de Cristo:

Aun cuando no se excluyan mediaciones parciales, de cualquier tipo y orden, éstas sin embargo cobran significado y valor únicamente por la mediación de Cristo y no pueden ser entendidas como paralelas y complementarias.

La Congregación para la Doctrina de la Fe recuerda que «

...debe ser, por lo tanto, firmemente creída como verdad de fe católica, que la voluntad salvífica universal de Dios Uno y Trino es ofrecida y cumplida una vez para siempre en el misterio de la encarnación, muerte y resurrección del Hijo de Dios. 

### Modo de orar de los hombres y las mujeres
8-Por tanto, quiero que los hombres hagan oración en todo lugar, alzando sus manos inocentes, sin ira ni disensiones; 
9-y lo mismo las mujeres, vestidas decorosamente, arregladas con modestia y sobriedad, sin trenzar el cabello con oro, sin perlas ni aderezos caros, 
10-sino como corresponde a mujeres que manifiestan la piedad por medio de obras buenas.
....
14-Además, Adán no fue engañado; pero la mujer, dejándose engañar, incurrió en pecado. 
15-No obstante, se salvará por la maternidad, si persevera con modestia en la fe, en la caridad y en la tarea de la santificación. 

#### Comentarios
La invitación a rezar por todos, incluyendo a los no creyentes, implica hacerlo con discreción, sin llamar la atención, y con humildad y pureza de corazón. En los hombres, esta discreción se expresa levantando las manos al rezar, un gesto de súplica a la divinidad en la cultura helenística. En las mujeres, se traduce en una vestimenta modesta y una actitud reservada, como era la costumbre. Lo esencial es que los hombres recen con una conciencia limpia, "sin ira ni discusiones" (v. 8), y que las mujeres expresen su devoción mediante "buenas obras" (v. 10). Es necesario corregir los excesos: los hombres no deben usar la oración para mostrar poder o estatus social, ni las mujeres buscar destacar por su apariencia o con actitudes fuera de lugar. Así, el fondo de estas recomendaciones sobre la forma de rezar y presentarse sigue siendo relevante y aplicable hoy en día.

En nuestra misma oración la modestia resulta muy agradable y obtiene un gran favor delante de nuestro Dios… Así pues, gran cosa es la modestia, que mientras está dispuesta a ceder su propio derecho, nada pretende para sí, nada reivindica, y en cierto modo estando por debajo de sus propias fuerzas, es rica delante de Dios, delante del cual nadie es rico. La modestia es rica, porque es herencia de Dios. Pablo también manda elevar la oración con modestia y sobriedad. Quiere que ésta sea la que preceda y casi muestre el camino a la oración que se hará después.

Este pasaje, que llama a la piedad, no debe interpretarse apresuradamente como una norma inmutable sobre la participación de hombres y mujeres en la liturgia. Las indicaciones reflejan costumbres y argumentos de la época. Por eso, la prohibición de que la mujer enseñe (v. 12) no es absoluta, sino que responde a un contexto específico en actos de culto público. Algunos estudiosos sugieren que estas palabras se dirigían a mujeres de alto estatus engañadas por falsos maestros para difundir sus ideas, como la creencia de que el matrimonio era pecaminoso (cfr. 4,3), lo que explica la mención de la maternidad (v. 15). En todo caso, la enseñanza es aún relevante hoy, especialmente en cuanto al valor del papel materno en la sociedad.
Por estas razones, Juan Pablo II enseña que la promoción auténtica de la mujer:

«exige que sea claramente reconocido el valor de su función materna y familiar respecto a las demás funciones públicas y a las otras profesiones (…). Si bien se debe reconocer también a las mujeres, como a los hombres, el derecho de acceder a las diversas funciones públicas, la sociedad debe sin embargo estructurarse de manera tal que las esposas y madres no sean de hecho obligadas a trabajar fuera de casa y que sus familias puedan vivir y prosperar dignamente, aunque ellas se dediquen totalmente a la propia familia.